# New Zealand State Highway 98
Der New Zealand State Highway 98 (auch State Highway 98 oder in Kurzform SH 98) ist eine Fernstraße von nationalem Rang auf der Südinsel von Neuseeland, die in dieser Form seit 1997 besteht.

## Strecke
Der SH 98 beginnt an der Kreuzung des von Westen kommenden New Zealand State Highway 99 und des von Nord nach Süd verlaufenden New Zealand State Highway 6 bei Lorneville nördlich von Invercargill. Von dort führt er über etwa 20 km in östlicher Richtung bis zur Ortschaft Dacre, wo er am New Zealand State Highway 1 endet.